# Mohammed Chahim

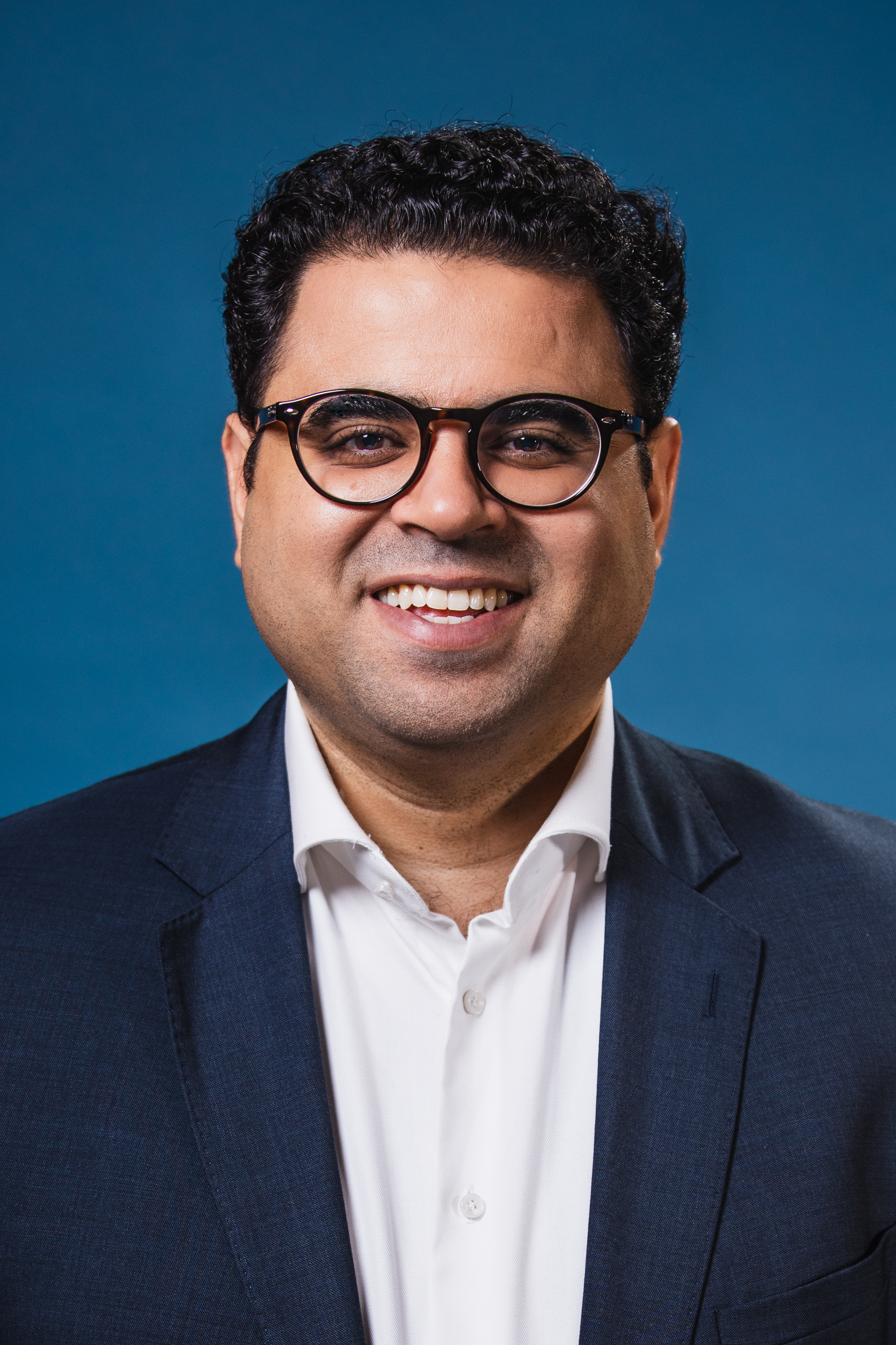
Mohammed Chahim em 2020

Mohammed Chahim é um político holandês do Partido Trabalhista que actua como membro do Parlamento Europeu desde 2019.
Chahim é membro do Parlamento Europeu desde as eleições europeias de 2019. No parlamento, ele tem servido na Comissão do Meio Ambiente, Saúde Pública e Segurança Alimentar. Em 2020, também integrou a Comissão de Inquérito à Protecção dos Animais durante o Transporte.

Além das suas atribuições na comissão, Chahim faz parte da delegação do parlamento para as relações com a Índia.